# Justin Metsing Lekanya
Justin Metsing Lekanya (Thaba-Tseka, 7 april 1938 – Maseru, 20 januari 2021) was een staatsman en militair uit Lesotho.

## Loopbaan
Generaal-majoor Justin Lekanya pleegde op 24 januari 1986 een militaire staatsgreep en bracht daarbij premier Chief Joseph Leabua Jonathan (aan de macht sinds 1965) ten val. Lekanya werd voorzitter van de Militaire Raad. Na de staatsgreep van de pro-Zuid-Afrikaanse Lekanya verbeterden de betrekkingen met Zuid-Afrika en werd de handel met dat land hervat. Lekanya regeerde met harde hand en verbood alle activiteiten van het ANC (Afrikaanse Nationale Raad) op Lesotho's grondgebied.
In 1989 brak er een crisis uit toen Lekanya toegaf in 1988 eigenhandig een student te hebben doodgeschoten. De koning, Moshoeshoe II – die al langer niet met de legerleider overweg kon –, en de oppositie, eisten het aftreden van Lekanya, doch deze bleef gewoon aan. In februari 1990 vluchtte Moshoeshoe II naar Groot-Brittannië en werd koningin Mamohato door Lekanya aangesteld als regentes. Op 12 november 1990 volgde zijn oudste zoon, prins Mohato Seeisa, zijn vader op als koning Letsie III.
Het verzet tegen Lekanya nam steeds verder toe en op 30 april 1991 pleegde kolonel Elias Phisoana Ramaema een bloedeloze coup en werd Lekanya als voorzitter van de Militaire Raad afgezet.
Na de terugkeer van de democratie in Lesotho in 1993, nam Lekanya de leiding van de Basotho National Party (BNP) op zich en werd voor die partij in het parlement gekozen. In 2006 werd hij als parlementslid tijdelijk geschorst in verband met het intimideren van de voorzitter. In december 2010 moest hij na een motie van wantrouwen aftreden als partijleider.
Lekanya overleed in januari 2021 op 82-jarige leeftijd.